# Демократски центар Црне Горе
Демократски центар Црне Горе (ДЦЦГ) је опозициона центристичка политичка странка у Црној Гори. Настала је 2009. године, након унутрашњег раскола у руководству Покрета за промјене. Предсједник странке је Горан Батричевић.
Једно вријеме је постојао сукоб унутар лидерства у Покрету за промјене. Почетком 2009. године неколико истакнутих чланова се одвојило и створило засебну партију, којој је пришло четири од једанаест посланика. На предстојећим парламентарним изборима 2009. године Демокрастки центар Црне Горе наступа у једној грађанско-либералној коалицији, са Либералном партијом Црне Горе. Демократском центру је припало веће мјесто у коалицији.